# Kanton Saint-Sulpice-les-Champs
Kanton Saint-Sulpice-les-Champs (francouzsky Canton de Saint-Sulpice-les-Champs) je francouzský kanton v departementu Creuse v regionu Limousin. Tvoří ho 11 obcí.

## Obce kantonu
- Ars
- Banize
- Chamberaud
- Chavanat
- Le Donzeil
- Fransèches
- Saint-Avit-le-Pauvre
- Saint-Martial-le-Mont
- Saint-Michel-de-Veisse
- Saint-Sulpice-les-Champs
- Sous-Parsat